# Bantej Samré
Bantej Samré (angol átírásban Banteay Samré)  –  a „Samré nép Citadellája” – (Samré – indokína őslakosainak elnevezése) az egykori Khmer Birodalom fővárosának 12. század elején épült hindu temploma, Angkorban, Kambodzsában. A Visnu istennek szentelt, Angkorvat stílusban épült templomot II. Szurjavarman és II. Jaszovarman uralkodása idején emelték. A citadella Angkorvattól 20 kilométerre északkeletre, a keleti Baraj közelében áll.
A templom restaurálási munkálatai 1936-ban Maurice Glaize vezetésével kezdődtek; az anasztilózis módszerét alkalmazva a Bantej Samré 9 év alatt épült újjá. Ma az angkori világörökségi terület egyik legteljesebben felújított és legjobb állapotban lévő épülete.

## Leírása, érdekességei
A Bantej Samrét határoló hat méter magas, 75×80 méteres külső falat, 500×500 méteres vizesárok veszi körül, amelyen 200 méter hosszú Naga-balusztrádos töltésút vezet át a templom keleti bejáratához.
A galériás külső és a 40×45 méteres belső falak művesen faragott monumentális átjáróit teraszok kötik össze. Egyik gouprából a másikba érkezve jutunk be a belső udvarra, ahol két Könyvtár és a központi Visnu szentély áll. A belső főgaléria déli falát hatalmas vízszintes ablakok teszik változatossá; minden ablakot hét-hét oszlop díszít. E finoman dekorált templom szobrai, domborművei, füzérdíszítései és ornamentikái a khmer építő- és díszítőművészet teljességét tárják elénk. A falakon a hindu mitológia, elsősorban a Rámájana mítosz képei elevenednek meg.
Bantej Samré egyik érdekessége, hogy a bejáratok és átjárók fölötti háromszögletű oromfalakon a Vesszantara dzsátaka – azaz Vesszantara királyfi buddhista születésregéjének  – eseményei láthatók. A buddhista díszítőelemek megjelenése egy hindu templomban a kor és az uralkodó magasan fejlett vallási toleranciáját mutatja.
A nyugatra nyíló szentély egyszerű, 3 méter széles hosszú terem, az égtájak felé szépen faragott kétszárnyú álajtókkal. Fölé emelkedik a négy lépcsős lótuszkorona alakú 21 méter magas torony. A lótusz a szépséget és az emberi test energiaközpontjait jelképezi. A templom falai lateritből, a szentély, a gopurák és a melléképületek rózsaszín homokkőből épültek.
A templomhoz tartozik egy furcsa történet, amely szerint egy túlbuzgó földművelő, aki a terület uborkaföldjének őrzésével volt megbízva, tudatlanságában megölte a termés bőségét ellenőrző királyt, majd amikor rádöbbent tette szörnyűségére, maga foglalta el a trónt. A valódi király emlékére építtette ezt a templomot, amelynek szarkofág alakú szentélye őrzi szörnyű tettének titkos emlékét.